# Trinidad e Tobago nos Jogos Paralímpicos de Verão de 1988
Trinidad e Tobago participou dos Jogos Paralímpicos de Verão de 1988, que foram realizados na cidade de Seul, na Coreia do Sul, entre os dias 15 e 24 de outubro de 1988.

## Atletismo
| Atleta      | Prova      | Eliminatórias | Eliminatórias | Semifinal   | Semifinal   | Final       | Final       |
| Atleta      | Prova      | Tempo         | Pos.          | Tempo       | Pos.        | Tempo       | Pos.        |
| ----------- | ---------- | ------------- | ------------- | ----------- | ----------- | ----------- | ----------- |
| Peter Tudor | 200 metros | 38.63         | 7             | Não avançou | Não avançou | Não avançou | Não avançou |